# Finnegans Wake (álbum)
Finnegans Wake es el sexagésimo álbum de estudio del grupo alemán de música electrónica Tangerine Dream. Publicado en diciembre de 2011 por el sello Eastgate destaca por ser el tercero de los álbumes de la serie denominada «Eastgate's Sonic Poems Series» que musicalizan obras clásicas de la literatura universal, en esta ocasión, la novela homónima de James Joyce considerada una de las más complejas del autor irlandés.

## Producción

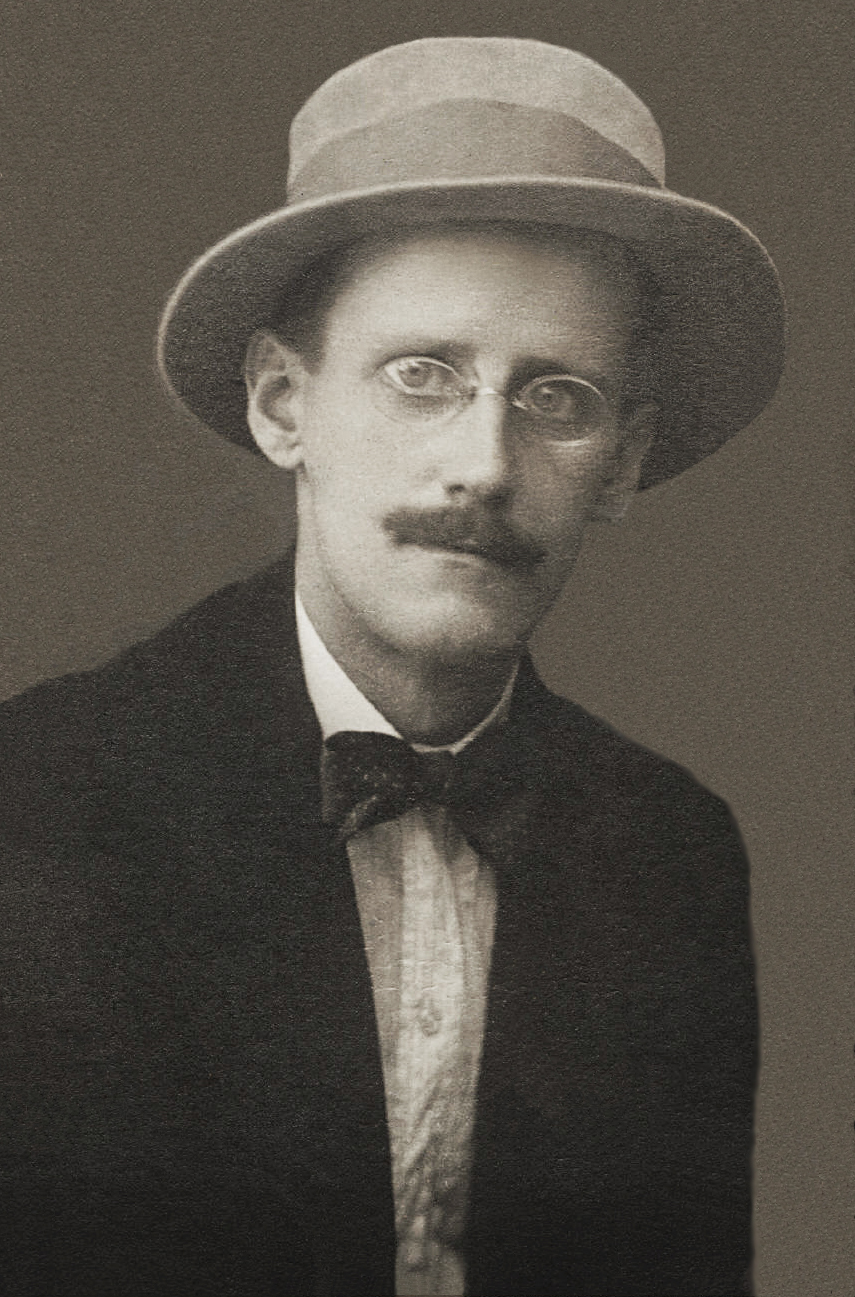
James Joyce en 1915

Grabado el verano de 2011 en los estudios Eastgate de Viena Finnegans Wake es un álbum que consta de 8 canciones compuestas por Edgar Froese y Thorsten Quaeschning. La excepción es la canción «Resurrection By The Spirit», regrabación de un extracto de la segunda parte de Ricochet (1975), compuesta por Edgar Froese, Christopher Franke y Peter Baumann.
A diferencia de otros álbumes de su extensa trayectoria en esta ocasión se incluye un libreto con varias páginas de información sobre James Joyce y sobre la novela en que se inspira el trabajo. La elección de esta novela de Joyce, que utiliza más de 80 lenguas en su escritura, como base de inspiración para el trabajo obedece, según el libreto, a que es fácilmente vinculable con la naturaleza abstracta de la música instrumental en palabras de Froese.

"¿Qué tiene que ver la música con todos los hechos sobre el trabajo de Joyce mencionados anteriormente?. Creo que mucho. Por su naturaleza abstracta. Por el hecho de que la música siempre combina todos los idiomas de nuestro planeta. No hay nada que explicar, nada sobre lo que debatir y nada que deba ocultarse. Es como un cuenco de sonidos en medio de una mesa: come algunas frutas o date la vuelta y muévete a otros lugares; siempre es tu elección."
Edgar Froese (2011) 

## Lista de temas
| N.º   | Título                                       | Escritor(es)                                  | Duración |  |
| 1.    | «The Sensational Fall Of The Master Builder» | Edgar Froese                                  | 9:03     |  |
| 2.    | «Finnegans Excessive Wake»                   | Thorsten Quaeschning                          | 8:14     |  |
| 3.    | «Resurrection By The Spirit»                 | Christopher Franke Edgar Froese Peter Baumann | 5:40     |  |
| 4.    | «Mother Of All Sources»                      | Thorsten Quaeschning                          | 8:54     |  |
| 5.    | «The Warring Forces Of The Twins»            | Edgar Froese                                  | 4:34     |  |
| 6.    | «Three Quarks For Muster Mark»               | Thorsten Quaeschning                          | 6:17     |  |
| 7.    | «Everling's Mythical Letter»                 | Edgar Froese                                  | 8:02     |  |
| 8.    | «Hermaphrodite»                              | Edgar Froese                                  | 8:23     |  |
| 59:03 |                                              |                                               |          |  |

## Personal
- Edgar Froese - instrumentación, ingeniería de grabación, diseño y producción
- Bernhard Beibl - instrumentación
- Hoshiko Yamane - instrumentación
- Iris Camaa - instrumentación
- Linda Spa - instrumentación
- Brian Malchow - ingeniero de grabación
- Bob Randolph - asistente técnico
- Harald Pairits - masterización
- Bianca F. Acquaye - producción ejecutiva y diseño